# Staniewski
Staniewski (forma żeńska: Staniewska, liczba mnoga: Staniewscy) – nazwisko używane m.in. w Polsce.
Na początku lat 90. XX wieku nosiło je w Polsce 1797 pełnoletnich osób. Najwięcej w dawnym woj. poznańskim (213 osób), kieleckim (204 osoby), radomskim (196 osób) i łódzkim (193 osoby).
Staniewscy to polska rodzina arystokratyczna pieczętująca się herbem Starykoń. Członkowie rodziny byli dziedzicami części regionu Grodna we współczesnej Białorusi. Członkowie tej rodziny są również dziedzicami części rodzinnego majątku Horodyskich w Samborze, do których prawa zostały odwołane po I wojnie światowej. Rodzina ma powiązania z innymi polskimi rodzinami szlacheckimi i królewskimi, w tym z rodziną Zamojskich. W pochodzeniu rodziny można odkryć rosyjskich lub bułgarskich bojarów. Wiele ważnych dokumentów dotyczących historii rodziny zostały utracone lub zniszczone w czasie obu Wojen Światowych.
Członkowie tej rodziny są założycielami pierwszego na świecie stacjonarnego cyrku w Warszawie, Cyrk Braci Staniewskich. Funkcjonował od 1882 do 1939 roku, kiedy spłonął podczas bombardowania Warszawy podczas II wojny światowej. Po wojnie nie zdecydowano się na jego odbudowę.

## Encyklopedyczne osoby noszące nazwisko Staniewski
- Józef Staniewski (ur. 1969) – białoruski duchowny katolicki
- Józef Staniewski (ur. 1795, zm. 1871) – duchowny katolicki
- Roman Staniewski (ur. 1923) – polski geodeta, uczestnik Powstania warszawskiego
- Tadeusz Staniewski – przewodniczący KPEiR[4]
- Włodzimierz Staniewski (ur. 1950) – polski reżyser